# Conus richeri
Espèce
Statut de conservation UICN

 DD  : Données insuffisantes
Conus richeri est une espèce de mollusques gastéropodes marins de la famille des Conidae.
Comme toutes les espèces du genre Conus, ces escargots sont prédateurs et venimeux. Ils sont capables de « piquer » les humains et doivent donc être manipulés avec précaution, voire pas du tout.

## Description
La taille de la coquille varie entre 32 mm et 54 mm.

## Distribution
Cette espèce marine est présente au large de la Nouvelle-Calédonie et des îles Chesterfield.

### Niveau de risque d’extinction de l’espèce
Selon l'analyse de l'UICN réalisée en 2011 pour la définition du niveau de risque d'extinction, il s'agit d'une espèce d'eau profonde endémique à la Nouvelle-Calédonie et aux îles Chesterfield dans le sud-ouest du Pacifique. Il n'y a pas d'enregistrements des niveaux de population pour cette espèce dans la littérature. On pense qu'elle est sporadique et localement peu commune. Dans les années 1990 et au début des années 2000, il y avait un dragage commercial en Nouvelle-Calédonie pour les dents de requin et les coquillages, y compris cette espèce, cependant, ces pratiques ont pour la plupart cessé en raison de l'épuisement des dents de requin et de la fermeture au dragage des monts sous-marins riches en espèces sur la crête de Norfolk Il y a encore des stocks de cette espèce provenant de ces dragues précédentes disponibles pour le commerce des spécimens de coquillages. Une partie de la zone exploitée pour les dents et les carapaces de requin a probablement été exploitée de manière excessive, mais on ne pense pas que cela affecte la population mondiale de cette espèce. Il y a un certain contrôle sur la quantité de dragage au large de la Nouvelle-Calédonie, et elle est très inaccessible à moins d'être draguée. Elle est listée comme Données insuffisantes.

## Taxonomie

### Publication originale
L'espèce Conus richeri a été décrite pour la première fois en 1988 par les malacologistes Georges Richard (d) et Moolenbeek (d) dans « Venus »,.

### Synonymes
- Asprella richeri (Richard & Moolenbeek, 1988) · non accepté
- Conus (Phasmoconus) richeri Richard & Moolenbeek, 1988 · appellation alternative
- Graphiconus richeri (Richard & Moolenbeek, 1988) · non accepté